# 레이디 겜블러
레이디 겜블러(Lay The Favorite)는 미국에서 제작된 스티븐 프리어스 감독의 2012년 코미디, 드라마 영화이다. 브루스 윌리스 등이 주연으로 출연하였고 안소니 브렉맨 등이 제작에 참여하였다.

## 출연

### 주연
- 브루스 윌리스
- 캐서린 제타 존스
- 레베카 홀

### 조연
- 조슈아 잭슨
- 로라 프레폰
- 빈스 본
- 프랭크 그릴로
- 존 캐럴 린치
- 코빈 번슨
- 조엘 머레이
- 앤드리아 프랭클

## 제작진
- 조감독: 스티브 로나노
- 미술: 댄 데이비스
- 미용: 사만다 M. 캅스
- 의상: 크리스토퍼 피터슨
- 분장부문: 아드루이사 리
- 분장부문: 신디 J. 윌리엄스
- 프로덕션매니저: 헤일리 스윗